# سید احمد زروقی
سید احمد زروقی (عربی: سيد أحمد زروقي؛ زادهٔ ۳۰ اوت ۱۹۷۰) بازیکن فوتبال اهل الجزایر بود.
از باشگاه‌هایی که در آن بازی کرده‌است می‌توان به باشگاه فوتبال شباب بلوزداد و باشگاه فوتبال مولودیه وهران اشاره کرد.
وی همچنین در تیم ملی فوتبال الجزایر بازی کرده‌است.